# Al Hill
Al Hill (14 de julio de 1892 - 14 de julio de 1954) fue un actor de género cinematográfico estadounidense que apareció en 320 películas entre 1927 y 1954, incluyendo la película de 1951 The Girl on the Bridge. Hill murió en 1954 a los 62 años en el día de su cumpleaños.

## Filmografía parcial
- Me, Gangster (1928)
- Stool Pigeon (1928)
- Coartada (1929)
- The Racketeer (1929)
- Little Caesar (1931) (Sin acreditar)
- Ten Cents a Dance (1931)
- Corsario (1931)
- A Fool's Advice (1932)
- The Last Mile (1932)
- Night After Night (1932)
- The Death Kiss (1932)
- She Done Him Wrong (1933) (Sin acreditar)
- Picture Brides (1933)
- Punch Drunks (1934)
- The Personality Kid (1934)
- Name the Woman (1934)
- Men of the Night (1934)
- Buried Loot (1935)
- The Payoff (1935)
- Flor de arrabal (1936)
- The Border Patrolman (1936)
- Motor Madness (1937)
- Kid Galahad (1937) (Sin acreditar)
- The Big Shot (1937)
- San Quentin (1937) como Convicto
- Damas del teatro (1937) (Sin acreditar)
- Forja de hombres (1938) (Sin acreditar)
- Ángeles con caras sucias (1938) (Sin acreditar)
- Los violentos años veinte (1939) como Ex-Convicto (Sin acreditar)
- Detective a la fuerza (1940)
- El desertor (1942)
- Tramp, Tramp, Tramp (1942)
- Niebla en el pasado (1942) (Sin acreditar)
- A Man's World (1942)
- Llamad a cualquier puerta (1949) (Sin acreditar)
- The Girl on the Bridge (1951)
- Run for the Hills (1953)
- Ha nacido una estrella (1954) (Sin acreditar)